# 未完成 (孫燕姿のアルバム)
『未完成』（拼音: Wèi Wán Chéng、英: To be continued...）は、シンガポール出身の女性歌手、孫燕姿（スン・イェンツー）のアルバム。

## 解説
孫燕姿の6作目となるオリジナルアルバムである。
日本の歌手、倉木麻衣とのデュエット曲の1つ「My story, Your song」が収録されているが、日本版は出ていない。なお、この曲が収録されているアルバムは2009年2月現在、本作だけである。
韓国版では「Silent All These Years」と「緑光」の2曲がボーナストラックとして収録されている。

## 収録曲
1. 神奇
2. 我不難過
3. 永遠
4. 未完成
5. 接下來
6. 學會
7. 年輕無極限
8. 瞭解
9. 休止符
10. 沒有人的方向
11. My story, Your song
※倉木麻衣とのデュエット曲
12. Silent All These Years
※韓国版のみ収録のボーナストラック
13. 緑光
※韓国版のみ収録のボーナストラック